# Neomacounia nitida
Espèce
Statut de conservation UICN

 EX  : Éteint
Neomacounia nitida est une espèce de mousses (Bryophyta).